# Gmina Bogatynia
Gmina Bogatynia je polská městsko-vesnická gmina v okrese Zgorzelec v Dolnoslezském vojvodství. Sídlem gminy je město Bogatynia.
V roce 2020 zde žilo 22 633 obyvatel. Gmina má rozlohu 136,1 km² a zabírá 16,2 % rozlohy okresu. Skládá se z města Bogatynia a 12 starostenství.

## Části gminy
Starostenství
Białpole, Bratków, Działoszyn, Jasna Góra, Kopaczów, Krzewina, Lutogniewice, Opolno-Zdrój, Porajów, Posada, Sieniawka, Wyszków
Sídla bez statusu starostenství
Wolanów
Zaniklá sídla
Biedrzychowice Górne, Rybarzowice, Wigancice Żytawskie